# Park Meerstad
Park Meerstad is een bijna 10 hectare groot stadspark in aanleg in de wijk Meerstad van de Nederlandse stad Groningen. Het is het grootste openbare land artproject van Nederland. 
Het park werd ontworpen door beeldend kunstenaar Jeroen Doorenweerd in samenwerking met landschapsarchitect Mathijs Dijkstra van LAOS landscape urbanism, met inbreng van het Centrum Beeldende Kunst (CBK Groningen), de gemeente Groningen, Bureau Meerstad (het gezamenlijke grondexploitatiebedrijf van de PPS rond Meerstad) en bewoners.
Het park ligt aan het Woldmeer en is opgebouwd uit kunstmatige heuvelruggen begroeid met grassen, bloemen en ongeveer 500 bomen. Een kaarsrecht fietspad en een aantal wandelpaden doorsnijden het park, dat ook een waterpartij heeft en enkele ecologische gradiëntzones. Aan meerzijde is een strand aangelegd. In de toekomst moet er met de groei van de wijk ook een horecavoorziening komen.
Bevrijdingsbos ·
Coendersborg ·
Eelderbaan ·
Groene Long Beijum ·
Groenestein ·
Kardinge ·
Lewenborg ·
Meerstad ·
Molukkenplantsoen ·
Noorderplantsoen ·
Oosterpark ·
Oude Hortus ·
Oosterpoort ·
Piccardthof ·
Piccardthofplas ·
Pioenpark ·
Prinsentuin ·
Roege Bos ·
Selwerd ·
Stadspark ·
Sterrebos ·
Westpark ·
Zuiderplantsoen